# Jany (Zielona Góra)
Jany (niem. Janny) – część miasta Zielona Góra w województwie lubuskim. Do 31 grudnia 2014 roku wieś w zniesionej wówczas gminie Zielona Góra w powiecie zielonogórskim. Z Janami związany jest przysiółek Stożne.
W latach 1975–1998 miejscowość należała administracyjnie do województwa zielonogórskiego